# Luis Carbonell Parra
Luis Manuel Carbonell Parra (Caracas, 29 de diciembre de 1924-Caracas, 19 de noviembre de 2015) fue un científico, investigador y profesor universitario venezolano. 

## Biografía
Recibió el título de médico cirujano en 1948 y de la especialidad de Anatomía patológica en 1950, en la Universidad Central de Venezuela. Fue pionero en Venezuela en la investigación de los parásitos causantes de la miocarditis Chagásica
 y fue el médico-jefe de la expedición franco-venezolana que descubrió el nacimiento del río Orinoco, en 1951 dirigida por el explorador francés Joseph Grelier, que logró identificar el hasta entonces desconocido nacimiento del río Orinoco. Este importante hallazgo no solo tuvo relevancia geográfica, sino que también aportó información clave para la definición de la frontera entre Venezuela y Brasil. La contribución médica del Dr. Carbonell Parra fue fundamental para garantizar la seguridad y el éxito de la expedición en condiciones selváticas particularmente difíciles. Sirvió como médico anatomopatólogo del Hospital Vargas y en la Maternidad Concepción Palacios, ambos en Caracas, entre 1945 y 1956. Ejerció como profesor asistente en la cátedra de neuroanatomía en las universidades Howard, George Washington y el US Armed Forces Institute of Pathology en la ciudad de Washington D. C. entre 1952 y 1955. 
De regreso en su país, se dedicó de lleno a la investigación. Junto con el de su colega Marcel Roche, su nombre aparece asociado a la historia y desarrollo del Instituto Venezolano de Investigaciones Científicas, instituto que ayudó a reorganizar desde sus inicios en 1959 y con el cual colaboró como investigador titular y subdirector (1959-1969) y posteriormente, director (1974-1981). En el ámbito académico, fue profesor titular de la cátedra de anatomía patológica en su alma mater, entre 1958 y 1963 y fue miembro de las comisiones organizadoras de la creación de la Universidad Simón Bolívar y de la Facultad de Ciencias de la Universidad de Los Andes, ambas en 1969. 
Fue individuo de número de la Academia de Ciencias Físicas, Matemáticas y Naturales de Venezuela (Sillón XXX), institución de la cual fue presidente entre 2003 y 2008.
Además fue Ministro de Estado para la Ciencia y Tecnología (1984) y Ministro de Educación (1985); presidente de la fundación "Centro de Investigaciones del Estado para la Producción Experimental Agroindustrial" (CIEPE) (1974), presidente del Consejo Nacional de Investigación Científicas y Tecnológicas (CONICIT) (1985) y presidente de la Fundación para el Desarrollo de las Ciencias Físicas, Matemáticas y Naturales (FUDECI) (1996). 
Publicó 52 trabajos relacionados con microscopía electrónica de hongos patógenos al hombre y diversos temas gastroenterológicos y fue condecorado con la Orden del Libertador, en el Grado de Caballero (1953) y Banda de Honor (1985); Orden de Andrés Bello, Clase Corbata (1968) y Banda de Honor (1985); Orden Francisco de Miranda, Banda de Honor y Segunda Clase y la Medalla de Instrucción Pública "Orden 27 de Junio", del Ministerio de Educación (1966). Falleció el 19 de noviembre de 2015 a los 90 años de edad.